# Groupe de NGC 2985

Le groupe de NGC 2985 comprend au moins trois galaxies situées dans la constellation de la Grande Ourse. La distance moyenne entre ce groupe et la Voie lactée est d'environ 17,1 Mpc (∼55,8 millions d'al). 

## Membres
Le tableau ci-dessous liste les trois galaxies qui sont indiquées sur le site « Un Atlas de l'Univers » créé par Richard Powell.
| Nom      | Classification | Type                     | α (J2000.0)   | δ (J2000.0) | Vitesse radiale (km/s) | Magnitude apparente | Distance (Mpc) | Diamètre (kal) |
| -------- | -------------- | ------------------------ | ------------- | ----------- | ---------------------- | ------------------- | -------------- | -------------- |
| NGC 2985 | (R')SA(rs)ab   | Spirale                  | 09h 50m 22.2s | 72° 16′ 43″ | 1324 ± 1               | 10,4                | 20,4 ± 1,4     | 93             |
| NGC 3027 | SB(rs)d?       | Spirale barrée           | 09h 55m 40.6s | 72° 12′ 13″ | 1060 ± 1               | 11,8                | 16,6 ± 1,2     | 75             |
| UGC 5455 | Im             | Irrégulière magellanique | 10h 08m 50.3s | 70° 38′ 01″ | 1291 ± 4               | 14,105 +/- 0,035a   | 20,2 ± 1,4     | 43             |

- aDans le proche infrarouge.

Le site DeepskyLog permet de trouver aisément les constellations des galaxies mentionnées dans ce tableau ou si elles ne s'y trouvent pas, l'outil du site «Finding the constellation which contains given sky coordinates» permet de le faire à l'aide des coordonnées de la galaxie. Sauf indication contraire, les données proviennent du site NASA/IPAC.